# Знедолені (мюзикл)
«Знедолені» (фр. Les Misérables, "Лей мізерабль) — мюзикл без прозових вставок, на музику Клода-Мішеля Шенберга, слова Алена Бубліля та Жана-Марка Нателя; лібрето Шенберга та Алена Бубліля засноване на однойменному романі Віктора Гюго 1862 року. Прем'єра оригінального французького мюзиклу відбулася в Парижі в 1980 році під керівництвом Роберта Оссейна. Його англомовна адаптація на слова Герберта Кретцмера, спродюсована Кемероном Макінтошем, демонструється в Лондоні з жовтня 1985 року, що робить його найтривалішим мюзиклом у Вест-Енді та другим найтривалішим мюзиклом у світі після оригінальної позабродвейської вистави «Фантастікс». У 2012 році вийшла британська екранізація мюзиклу.
Дія «Знедолених» розгортається у Франції на початку 19 століття — це історія Жана Вальжана, французького селянина, і його бажання спокутитись, коли його звільнили з в'язниці в 1815 році після дев'ятнадцяти років ув'язнення за крадіжку хліба для голодної дитини своєї сестри. Вальжан вирішує порушити умовно-дострокове звільнення та почати життя заново після того, як єпископ надихає його на величезний вчинок милосердя. Але поліцейський інспектор на ім'я Жавер відмовляється дозволити йому уникнути правосуддя і переслідує його. По дорозі Вальжан і низка персонажів потрапляють у революційний період Франції 1832 року, де група молодих ідеалістів намагається повалити уряд на вуличній барикаді в Парижі.

## Історія
«Знедолені» спочатку випущені в 1980 році як франкомовний концептуальний альбом, а у вересні у Палаці спорту була представлена перша музично-сценічна адаптація «Les Misérables».
У 1983 році, приблизно через шість місяців після того, як продюсер Кемерон Макінтош випустив на Бродвеї «Котів», він отримав копію французького концептуального альбому від режисера Пітера Фараго. Фараго був вражений роботою і попросив Макінтоша створити англомовну версію шоу. Спочатку Макінтош неохоче погодився та у співпраці з Королівською шекспірівською трупою зібрав постановочну групу, щоб адаптувати французький мюзикл для британської аудиторії. Після двох років розробки англомовна версія була відкрита в Лондоні 8 жовтня 1985 року Королівською шекспірівською трупою в Барбікан-центрі, на той час лондонському будинку трупи, а потім переведено до Вест-Енду. Успіх лондонської постановки призвів до бродвейської постановки.

## Стислий зміст

### Пролог
У 1815 році, після 19 років ув'язнення за крадіжку буханця, Жан Вальжан звільняється умовно, але стикається з неприйняттям через свій статус колишнього каторжника. Єпископ, який виявляє до нього доброту, спонукає Вальжана змінити своє життя, і він вирішує порушити умовно-дострокове звільнення, щоб почати нове життя.

### Акт I
У 1823 році Жан Вальжан, під іменем Месьє Мадлен, став успішним мером і власником фабрики. Фантіна, працівниця фабрики, втративши роботу через заздрість і наклепи, змушена стала повією, щоб забезпечити свою дочку Козетту, яку виховують жорстокі господарі кочрми Тенардьє. Вальжан рятує Фантіну від арешту і обіцяє знайти її дочку, але його впізнає поліцейський інспектор Жавер, який переслідує його. Вальжан втікає з Козеттою до Парижа, де вони ховаються. Тим часом, у 1832 році, студенти-революціонери готуються до повстання, а Маріус, один із них, закохується в Козетту, що ускладнює події напередодні революції.

### Акт ІІ
Студенти будують барикаду, готуючись до повстання, а Жавер перевдягається повстанцем, щоб шпигувати за ними. Маріус дізнається, що Епоніна переодягнулася хлопчиком, щоб приєднатися до повстанців, і посилає її передати прощального листа Козетті, який перехоплює Вальжан. Французька армія прибуває і вимагає здатися, але Жавер, викритий як шпигун, затримується студентами. Під час битви Епоніну вбивають, і вона вмирає в обіймах Маріуса, який залишається спустошеним. Вальжан рятує пораненого Маріуса і тікає через каналізацію, але зустрічає Жавера, який, не витримавши внутрішнього конфлікту, зрештою кінчає життя самогубством.

### Епілог
У монастирі вмираючого Вальжана відвідує дух Фантіни, який повідомляє йому, що він прощений і незабаром буде з Богом. Козетта і Маріус прибувають, щоб попрощатися, і, подякувавши за порятунок Маріуса, бачать, як Вальжан передає Козетті листа, а потім помирає, ведений духами Фантіни та Епоніни на небеса.

## Персонажі
| Персонаж         | Голос          | Опис |
| ---------------- | -------------- | --- |
| Жан Вальжан      | тенор          | В’язень 24601. Після дев’ятнадцяти років ув’язнення за крадіжку буханця хліба він веде доброчесне та самовіддане життя. Він змінює свою особистість, стаючи багатим мером маленького містечка. Пізніше він усиновлює Козетту, єдину доньку Фантіни. |
| Жавер            | бас-баритон    | Офіцер поліції, який невпинно переслідує Вальжана, щоб притягнути до відповідальності засудженого-втікача. |
| Фантіна          | альт           | Збідніла фабрична робітниця, яка вдається до проституції, щоб мати можливість платити Тенардьє за догляд за її позашлюбною донькою Козеттою. |
| Маріус Понмерсі  | тенор          | Студент-революціонер, що походить із заможної родини; друг Епоніни, який закохується в Козетту. |
| Козетта          | сопрано        | Донька Фантіни, яка в дитинстві жила з родиною Тенардьє, що ставилися до неї як до прислуги. Після того, як її усиновив Вальжан, стала молодою жінкою з культурою та привілеями. Вона закохується в Маріуса.                                        |
| Епоніна Тенардьє | меццо-сопрано  | Донька Тенардьє, оточена опікою матері в дитинстві, вирісши, стає обірваною вуличною бродягою; таємно кохає Маріуса. |
| Тенардьє         | баритон        | Другосортний злодій, Тенардьє керує корчмою, де обманює своїх клієнтів. У Парижі він стає лідером банди вуличних головорізів і шахраїв. |
| Мадам Тенардьє   | меццо-сопрано  | Безпринципна дружина та співробітниця Тенардьє, яка знущається з Козетти, але любить власну доньку Епоніну. |
| Анжольрас        | баритенор      | Лідер студентських революціонерів і друг Маріуса. |
| Єпископ Діньї    | бас            | Надає притулок Вальжану після його звільнення з в'язниці та пробачає його, тим самим наставивши на правильний шлях. |
| Гаврош           | дитяче сопрано | Вуличний хлопчик-безпритульний. Приєднується до революціонерів. |